# Yang (philosophie)
Pour les articles homonymes, voir Yang.

Représentation ancienne du Tàijítú (太極圖)

Le yang (陽 ou 阳 ; yáng) est une notion élémentaire de la pensée chinoise qui n'a pas d'équivalent dans la philosophie européenne et donc aucune traduction en français.
Il se trouve plusieurs occurrences du caractère yang dans le Livre des Odes (shijing, 詩經), composé sous les Zhou entre -1000 et -500.  La plupart des occurrences sont liées à la lumière et se comprennent comme  "versant ensoleillé" (l'adret).  À cette époque, le yang n'est pas systématiquement associé au yin  et reste un terme concret désignant un phénomène naturel. 
Le dictionnaire étymologique des Han (-121) le Shuowen jie zi, 说文解字 confirme ce sens premier en lui donnant la valeur  de « forte brillance ».
À partir de Zou Yan, le caractère yang va être associé au caractère yin et va servir à effectuer une catégorisation binaire des phénomènes naturels ou humains. Seront étiquetés yang, la lumière solaire, la chaleur, le sommet, la masculinité. La création, l'activité et la force sont aussi étiquetées yang. Cette catégorie abstraite est complémentaire de celle de yin. 
Sont associés au yang :
- soleil
- jour
- lumière
- chaud
- actif
- masculin
- sud
- été
- droite
- ciel
- impair
- 9
- 7